# .af
.af es el dominio de nivel superior geográfico (ccTLD) para Afganistán. Es patrocinado por el Ministerio de Comunicaciones. Se encuentra activo y fue introducido en el año 1997.
Se permite el registro de dominios de segundo nivel bajo .af pero también es posible registrar dominios de tercer nivel bajo:
- .com.af
- .net.af
- .org.af
- .edu.af
- .gov.af